# Sphecapatodes inornata
Sphecapatodes inornata är en tvåvingeart som beskrevs av Boris Borisovitsch Rohdendorf 1975. Sphecapatodes inornata ingår i släktet Sphecapatodes och familjen köttflugor.
Artens utbredningsområde är Turkmenistan. Inga underarter finns listade i Catalogue of Life.